# 비바 핑크

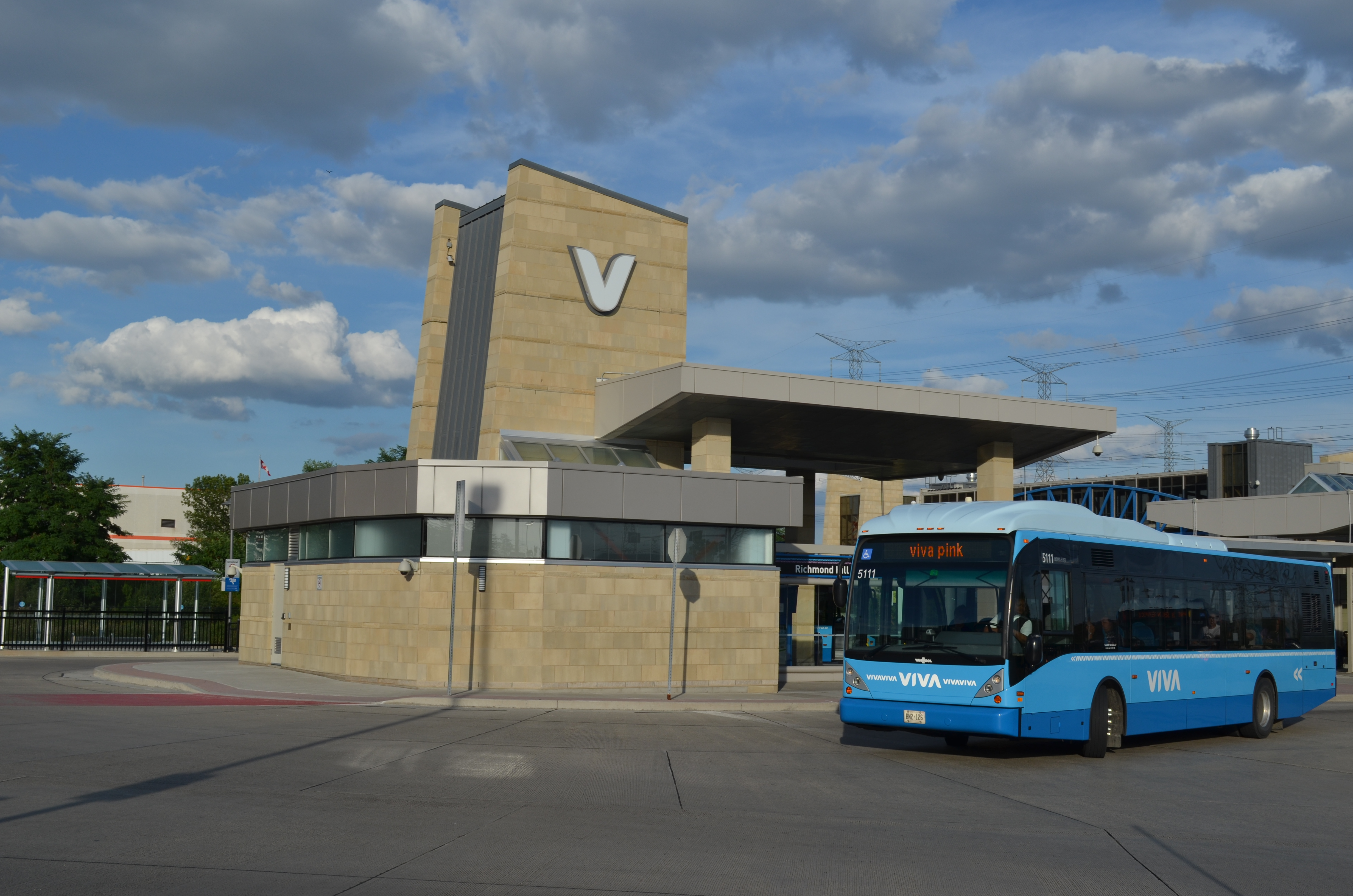

비바 핑크(Viva Pink) 또는 핀치-리치먼드 힐-유니온빌 노선은 캐나다 온타리오주 토론토 북부에 있는 요크 지역의 비바 간선 급행 버스 노선이다. 이 노선은 2006년 1월 2일에 개통하였다.

## 노선 정보
비바 핑크 노선에는 19개의 정류장이 있으며, 이 노선은 러시 아워에만 운행한다. 러시 아워 외의 시간에는 비바 블루와 비바 퍼플을 이용하면 비바 핑크의 운행 지역을 이용할 수 있다. 비바 핑크의 정류장은 남서쪽에서부터 다음과 같다.
| 정류장 이름 (한글)     | 정류장 이름 (영문)            | 환승 노선                | 환승 노선 | 소재지     | 소재지           |
| ---------------------- | ----------------------------- | ------------------------ | --- | ---------- | ---------------- |
| 핀치 버스 터미널       | Finch GO Bus Terminal         | 토론토 교통국            | ●영-유니버시티 선 (핀치 역) ●일반 버스: 36, 39, 42, 53, 60, 97, 125 ●급행 버스: 199 ●심야 버스: 320, 336, 339                                         | 온타리오주 | 토론토           |
| 핀치 버스 터미널       | Finch GO Bus Terminal         | 요크 지역 교통           | ●일반 버스: 2, 5, 23, 77, 77A, 88, 91, 91A, 99 ●급행 버스:91E, 98E, 300, 301, 302, 303, 304, 760 ●비바 블루, 비바 블루 A                              | 온타리오주 | 토론토           |
| 핀치 버스 터미널       | Finch GO Bus Terminal         | GO 트랜싯                | ●밀턴 선 버스: 19, 19A, 19C, 27, 27A, 27C, 27F ●키치너 선 버스: 32, 32A, 32B, 34 ●배리 선 버스: 67 ●레이크쇼어 이스트 선 버스: 92A, 96, 96B, 96C, 96D | 온타리오주 | 토론토           |
| 스틸즈                 | Steeles                       | 토론토 교통국            | ●일반 버스: 53, 60 ●심야 버스: 353 | 온타리오주 | 마컴, 본         |
| 스틸즈                 | Steeles                       | 요크 지역 교통           | ●일반 버스: 2, 5, 23, 77, 77A, 91, 91A, 98, 99 ●급행 버스: 760 ●비바 블루, 비바 블루 A                                                                | 온타리오주 | 마컴, 본         |
| 클라크                 | Clark                         | 요크 지역 교통           | ●일반 버스: 2, 5, 77, 77A, 98, 99 ●급행 버스: 760 ●비바 블루, 비바 블루 A                                                                             | 온타리오주 | 마컴, 본         |
| 센터 스트리트          | Centre St.                    | 요크 지역 교통           | ●일반 버스: 3, 32, 77A, 98, 99 ●급행 버스: 760 ●비바 블루, 비바 블루 A                                                                                | 온타리오주 | 마컴, 본         |
| 로열 오처드            | Royal Orchard                 | 요크 지역 교통           | ●일반 버스: 3, 32, 77A, 98, 99 ●급행 버스: 760 ●비바 블루, 비바 블루 A                                                                                | 온타리오주 | 마컴, 본         |
| 리치먼드힐 센터 터미널 | Richmond Hill Centre Terminal | 요크 지역 교통           | ●일반 버스: 1, 83, 86, 87, 91B, 98, 99 ●통학 셔틀버스: 443, 444 ●급행 버스: 760 ●비바 블루, 비바 블루 A ●비바 퍼플                                    | 온타리오주 | 리치먼드힐       |
| 리치먼드힐 센터 터미널 | Richmond Hill Centre Terminal | GO 트랜싯                | ●404번 고속도로 동쪽 버스: 51, 52, 54 ●407번 고속도로 서쪽 버스: 40 ●리치먼드힐 선 (랭스태프 역)                                                      | 온타리오주 | 리치먼드힐       |
| 베이뷰                 | Bayview                       | 요크 지역 교통           | ●일반 버스: 1, 91, 91A ●통학 셔틀버스: 451 ●비바 퍼플                                                                                                 | 온타리오주 | 마컴, 리치먼드힐 |
| 챌머스                 | Chalmers                      | 요크 지역 교통           | ●일반 버스: 1 ●통학 셔틀버스: 451 ●비바 퍼플 | 온타리오주 | 마컴, 리치먼드힐 |
| 밸리미드               | Valleymede                    | 요크 지역 교통           | ●일반 버스: 1, 82 ●통학 셔틀버스: 444, 448, 451 ●비바 퍼플                                                                                            | 온타리오주 | 마컴, 리치먼드힐 |
| 웨스트 비버 크리크     | West Beaver Creek             | 요크 지역 교통           | ●일반 버스: 1, 90B ●급행 버스: 300, 320 ●비바 퍼플 | 온타리오주 | 마컴, 리치먼드힐 |
| 레슬리                 | Leslie                        | 요크 지역 교통           | ●일반 버스: 1, 90, 90B ●급행 버스: 300 ●비바 퍼플 | 온타리오주 | 마컴, 리치먼드힐 |
| 이스트 비버 크리크     | East Beaver Creek             | 요크 지역 교통           | ●일반 버스: 1, 90B ●급행 버스: 320 ●비바 퍼플 | 온타리오주 | 마컴, 리치먼드힐 |
| 올스테이트 파크웨이    | Allstate Parkway              | 요크 지역 교통           | ●일반 버스: 1, 24 ●급행 버스: 300 ●비바 퍼플 | 온타리오주 | 마컴             |
| 우드바인               | Woodbine                      | 요크 지역 교통           | ●일반 버스: 1, 24 ●급행 버스: 300 ●비바 퍼플 | 온타리오주 | 마컴             |
| 몽고메리               | Montgomery                    | 요크 지역 교통           | ●일반 버스: 1 ●급행 버스: 300 ●비바 퍼플 | 온타리오주 | 마컴             |
| 타운 센터 블루버드     | Town Centre Blvd.             | 요크 지역 교통           | ●일반 버스: 1, 40 ●통학 셔틀버스: 405 ●급행 버스: 300, 302 ●비바 퍼플                                                                                 | 온타리오주 | 마컴             |
| 시더랜드               | Cedarland                     | 요크 지역 교통           | ●일반 버스: 68 ●급행 버스: 302 ●비바 퍼플 | 온타리오주 | 마컴             |
| 워든                   | Warden                        | 요크 지역 교통           | ●일반 버스: 68 ●급행 버스: 302 ●비바 그린 ●비바 퍼플                                                                                                  | 온타리오주 | 마컴             |
| 포스트 로드            | Post Road                     | 요크 지역 교통           | ●비바 그린 ●비바 퍼플 | 온타리오주 | 마컴             |
| 엔터프라이즈           | Enterprise                    | 토론토 교통국 (YRT 구간) | ●일반 버스: 18 | 온타리오주 | 마컴             |
| 엔터프라이즈           | Enterprise                    | 요크 지역 교통           | ●비바 그린 ●비바 퍼플 | 온타리오주 | 마컴             |
| 유니언빌 역            | Unionville Station            | 요크 지역 교통           | ●일반 버스: 8, 42, 202, 204 ●비바 그린 ●비바 퍼플 | 온타리오주 | 마컴             |
| 유니언빌 역            | Unionville Station            | GO 트랜싯                | ●404번 고속도로 동쪽 버스: 52 ●스토우빌 선 통근열차 ●스토우빌 선 버스: 70, 71                                                                         | 온타리오주 | 마컴             |

## 같이 보기
- 요크 지역 교통
- 비바
- 비바 그린
- 비바 블루
- 비바 오렌지
- 비바 퍼플